# Correll
Correll és una població dels Estats Units a l'estat de Minnesota. Segons el cens del 2000 tenia 47 habitants.

## Demografia
Segons el cens del 2000, Correll tenia 47 habitants, 23 habitatges, i 14 famílies. La densitat de població era de 49 habitants per km².
Dels 23 habitatges en un 21,7% hi vivien nens de menys de 18 anys, en un 56,5% hi vivien parelles casades, en un 8,7% dones solteres, i en un 34,8% no eren unitats familiars. En el 30,4% dels habitatges hi vivien persones soles el 8,7% de les quals corresponia a persones de 65 anys o més que vivien soles. El nombre mitjà de persones vivint en cada habitatge era de 2,04 i el nombre mitjà de persones que vivien en cada família era de 2,47.
Per edats la població es repartia de la següent manera: un 17% tenia menys de 18 anys, un 4,3% entre 18 i 24, un 31,9% entre 25 i 44, un 27,7% de 45 a 60 i un 19,1% 65 anys o més.
L'edat mediana era de 43 anys. Per cada 100 dones de 18 o més anys hi havia 116,7 homes.
La renda mediana per habitatge era de 19.375 $ i la renda mediana per família de 23.250 $. Els homes tenien una renda mediana de 27.500 $ mentre que les dones 11.250 $. La renda per capita de la població era de 12.920 $. Entorn del 15,8% de les famílies i el 15,7% de la població estaven per davall del llindar de pobresa.

## Poblacions més properes
El següent diagrama mostra les poblacions més properes.